# 陳永昌 (永樂進士)
陳永昌，明朝政治人物、進士。
永樂四年（1406年），陳永昌中式二甲第五十名進士。永樂六年（1408年），授吏科給事中。